# TuS Köln rrh. 1874
Der Turn- und Sportverein Köln rechtsrheinisch 1874 e. V. (kurz TuS Köln rrh. 1874) ist ein deutscher Sportverein aus Köln. Als Sportarten betreibt der Verein Leichtathletik, Fußball, Touch, Tennis, Schwimmen, Fitness und Turnen.

## Geschichte
Der TuS Köln rrh. 1874 ist 1946 aus dem Zusammenschluss des Turnvereins Kalk 1874 e. V. und des Turnvereins Köln-Höhenberg e. V. hervorgegangen. Seit 1919 ist der Verein auf der vereinseigenen Sportanlage an der Merheimer Heide im Kölner Stadtteil Höhenberg beheimatet. Der Verein, der derzeit rund 1200 Mitglieder zählt, widmet sich vor allem dem Kinder- und Jugendsport und engagiert sich, neben einem Breitensportangebot, im Leistungssport. Erfolge feierte er vor allem in der Leichtathletik. Aus diesem Bereich sind in den vergangenen Jahren einige deutsche Jugend- und Juniorenmeister hervorgegangen. Der größte sportliche Erfolg war der 7. Platz der TuS-Läuferin und Olympiateilnehmerin Akosua Serwaa bei den Leichtathletik-Weltmeisterschaften 2003. Die Frauen-Fußballmannschaft des TuS Köln rrh. 1874 platzierte sich in den Jahren 2005 bis 2008 im oberen Drittel der 2. Fußball-Bundesliga der Frauen und erreichte 2008 das DFB-Pokal-Halbfinale.

## Leichtathletik
Die Leichtathletikabteilung ist auf die Nachwuchsarbeit konzentriert und bringt seit vielen Jahren immer wieder überregional erfolgreiche Athleten hervor. Deutsche Jugend- und Juniorenmeister waren in der Vergangenheit unter anderem H. Krudwig, G. Karge, L. Bömmelburg, Kopp, Hamacher, Langmann, Andreas Kunz, Robert Krämer, O. Maychzrak, Lars Jucken, Jan Merheim und Stefan Wieser. Aus der von Günter Kuxdorf († 13. Mai 2013) trainierten Mittel- und Langstrecken-Trainingsgruppe und der von Georgi Kamenezki geleiteten Sprint- und Sprung-Trainingsgruppe erreichen regelmäßig Athleten die Qualifikation für die deutschen Meisterschaften. 2012 wurde die 400-Meter-Hürden-Läuferin Christine Salterberg Deutsche Meisterin in der U20 und erreichte bei den U20-Weltmeisterschaften den 9. Platz. Der größte internationale Erfolg gelang der 800-Meter-TuS-Läuferin Akosua Serwaa, die bei den Leichtathletik-Weltmeisterschaften 2003 den 7. Platz errang und 2004 an den Olympischen Spielen 2004 teilnahm. Darüber hinaus ist der TuS Köln rrh. 1874 traditionell einer der deutschlandweit erfolgreichsten Vereine im Altersklassenbereich. Viele deutsche Meistertitel wurden in den letzten Jahren im Seniorensport erreicht. Erwähnenswert sind vor allem die Welt- und Europameistertitel von Winfried Schmidt, der in der Altersklasse der über 60-Jährigen unter anderem mit 34:05 min den deutschen Rekord über 10.000 m hält.

## Touch
2005 entstand innerhalb des TuS Köln rrh. 1874 eine eigene Abteilung für den Mannschaftssport Touch, eine kontaktarme und meist in gemischtgeschlechtlichen Mannschaften gespielte Variante des Rugby. Bereits 2006 und erneut 2008 gelang der Abteilung der Sieg der deutschen Meisterschaft, die jährlich im mehrgliedrigen Turniermodus ermittelt wird. Zwischenzeitlich löste sich die Abteilung vom TuS Köln rrh. 1874 ab und trat eigenständig als Touch Rugby Colonia auf, kehrte 2014 jedoch wieder als angeschlossene Abteilung zurück und wurde unter anderem 2016 deutscher Vizemeister. Überregionale Bekanntheit genießt die Abteilung neben ihren Turniererfolgen auch aufgrund ihrer Jugendarbeit, Teilnahmen an internationalen Meisterschaften wie der North Sea Touch Series und der Entsendung von Nationalspielern zu Europa- und Weltmeisterschaften. Neben dem Cologne Cup organisiert die Abteilung den vor allem für Einsteiger populären Pudelmützencup, der traditionell im Januar und möglichst bei Schneefall stattfindet. Trainings und Spiele werden sowohl im Höhenberger Sportpark, der Merheimer Heide als auch auf dem offenen Campus der Universität zu Köln abgehalten.

## Frauenfußball
1996 nahm der TuS Köln rrh. 1874 die Frauen-Fußballabteilung des deutschen Rekordmeisters im Frauenfußball SSG 09 Bergisch Gladbach in die eigene Frauen-Fußballabteilung auf und spielte in der damals zweitklassigen Regionalliga. Nach dem Abstieg in die Verbandsliga 1999 und dem direkten Wiederaufstieg in die Regionalliga gelang 2004 die sportliche Qualifikation für die 2. Bundesliga. Aus organisatorischen Gründen konnte der Platz jedoch nicht in Anspruch genommen werden. 2005 gelang die erneute Qualifikation als Meister der Regionalliga West und die erste Zweitligasaison beendete die Mannschaft 2006 auf Platz vier. Der Mittelrhein-Pokal wurde 1998, 1999, 2000, 2004 und 2005 gewonnen und das DFB-Pokal-Viertelfinale 1999, 2005 und 2007 erreicht. 2008 stand das Team sogar im DFB-Pokal-Halbfinale. Im Juli 2008 wurde die Lizenz für die 2. Bundesliga weitergereicht, die Frauen-Fußballmannschaften wechselten in diesem Zug zu Bayer 04 Leverkusen. Kurze Zeit später begann der Neuaufbau der Frauen-Fußballabteilung im Kinder- und Jugendbereich. Die Abteilung erfreut sich eines regen Mitgliederzuwachses und in der Saison 2010/11 nahm erstmals wieder eine Frauenmannschaft den Spielbetrieb auf. Man spielte mehrere Saisons auf Kreisebene und erreichte 2019/20 dann die Bezirksliga.
Die folgende Tabelle zeigt das sportliche Abschneiden der Mannschaft an. Die grün unterlegte Spielzeit kennzeichnet einen Aufstieg.
| Saison  | Liga              | Platz | S  | U  | N  | Tore  | Punkte | DFB-Pokal          |
| ------- | ----------------- | ----- | -- | -- | -- | ----- | ------ | ------------------ |
| 2003/04 | Regionalliga West | 04.   | 10 | 08 | 06 | 43:39 | 38     | nicht qualifiziert |
| 2004/05 | Regionalliga West | 01.   | 19 | 02 | 01 | 67:15 | 59     | 2. Runde           |
| 2005/06 | 2. Bundesliga Süd | 04.   | 13 | 05 | 04 | 49:20 | 44     | 2. Runde           |
| 2006/07 | 2. Bundesliga Süd | 05.   | 10 | 08 | 04 | 43:19 | 38     | Achtelfinale       |
| 2007/08 | 2. Bundesliga Süd | 04.   | 10 | 06 | 06 | 46:28 | 36     | Halbfinale         |

## Tennis

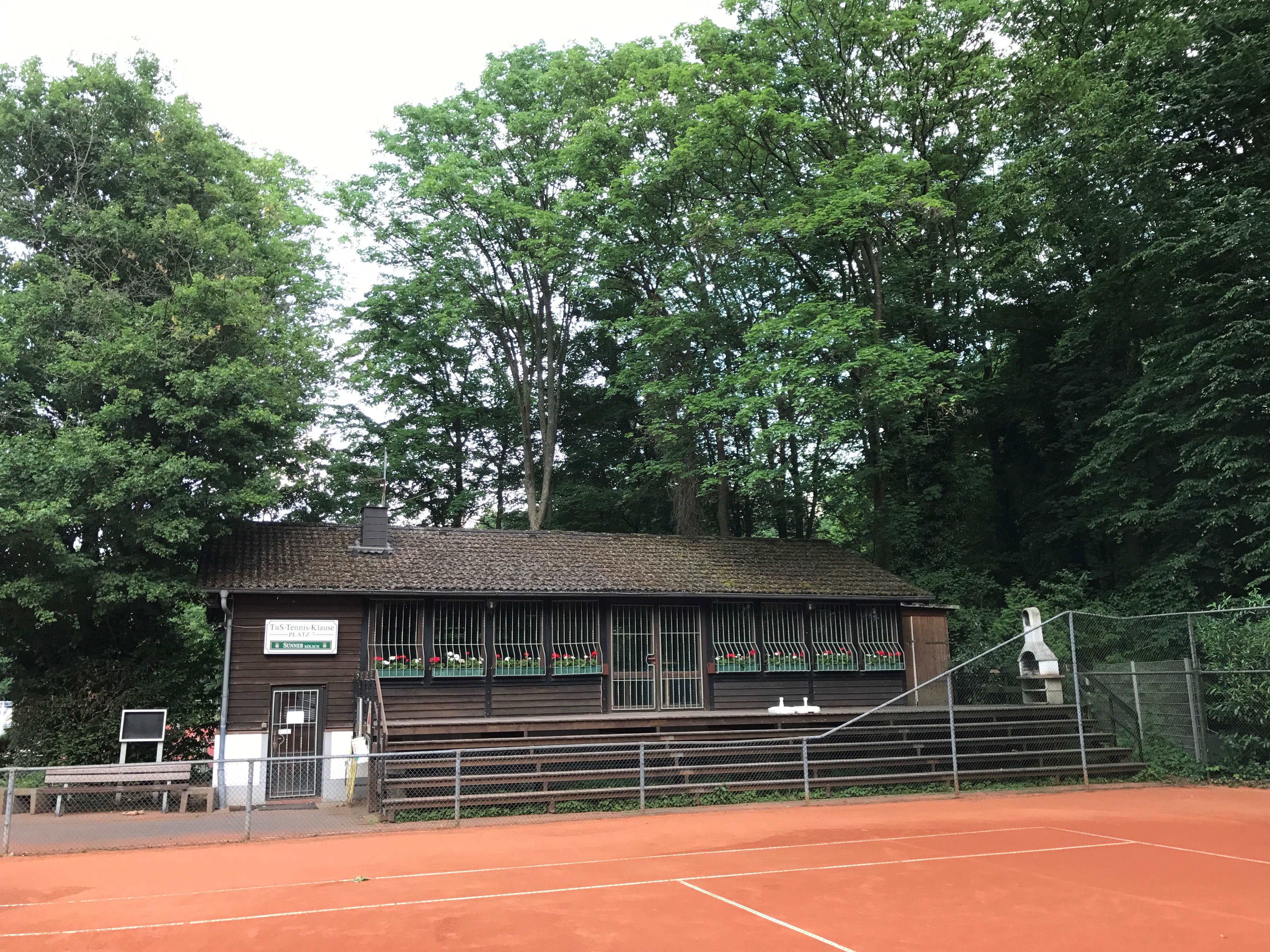
Vereinsheim der Tennisabteilung

Die Tennisabteilung des TuS Köln rrh. wurde am 11. Januar 1948 gegründet. Jedoch gab es bereits im Jahr 1923 auf der Merheimer Heide ein erstes Tennisfeld mit entsprechender Tennisriege. Kurze Zeit später wurden mit ca. 40 Mitgliedern die ersten Meisterschaften ausgetragen. Seitdem wuchs die Anzahl der Tennisplätze und Mitglieder stetig. 1960 wurde ein erstes Vereinsheim gebaut, das 1983 durch einen zeitgemäßen Neubau ersetzt wurde.
Ein sportlicher Erfolg gelang Gaby Kirschbaum 1977 mit dem Gewinn der Kölner Stadtmeisterschaften. 2005 gewannen die Herren zum ersten Mal den Bezirkspokal und belegen außerdem den 2. Platz beim TVM-Cup (Verbandswettbewerb der Bezirkspokalsieger). 2006 gelang auch den Herren 55 der Gewinn des Bezirkspokals. In der Hallensaison Winter 2018/19 spielte die Herrenmannschaft in der dritthöchsten Liga.

## Stadion

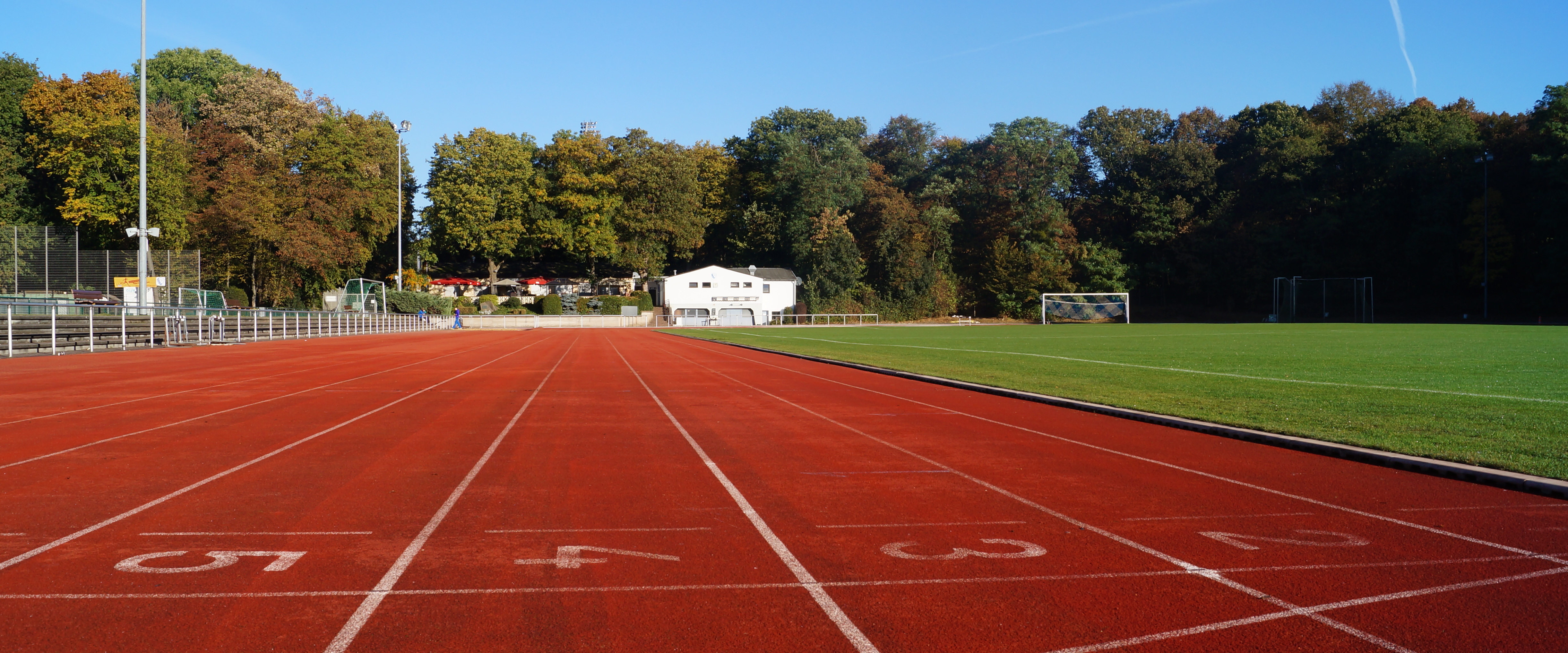
Sportanlage des TuS Köln rrh.

Das Vereinsgelände befindet sich im Sportpark Höhenberg an der Frankfurter Straße im rechtsrheinischen Kölner Stadtteil Höhenberg und beheimatet auf ca. 15.000 m² eine seit 2020 blaue Kunststoff-Laufbahn, einen Rasenfußballplatz (Stadion der ehemaligen 2. Fußball-Bundesligamannschaft der Damen) sowie einen Fußballhartplatz und fünf Tennisplätze. Außerdem befindet sich auf dem Gelände eine Vereinsgaststätte mit einem unter altem Baumbestand gelegenen Biergarten.
Auf der Anlage trainieren Leichtathleten, Fußballer und Tennisspieler und es finden hier regelmäßig überregionale Leichtathletikwettkämpfe statt.